# 東格倫維爾 (紐約州)
東格倫維爾（英語：East Glenville）是位於美國紐約州斯克內克塔迪縣的普查規定居民點。

## 人口
根據2020年美國人口普查的數據，東格倫維爾的面積為26.83平方千米，當中陸地面積為26.06平方千米，而水域面積為0.77平方千米。當地共有人口11896人，而人口密度為每平方千米443.38人。